# Guillermo Kolischer
Guillermo Kolischer (o Wilhelm Kolischer) (Polonia, 16 de abril de 1890 - Montevideo, 17 de enero de 1970 fue un pianista, compositor y docente de música clásica polaco, naturalizado uruguayo, que fundó en Montevideo el Conservatorio Musical Guillermo Kolischer en 1916. 

## Biografía
Realizó estudios en el conservatorio de Cracovia en 1905, bajo la dirección del maestro Jorge de Lalewicz luego realizó estudios en Derecho en la facultad de Cracovia, dedicándose luego en exclusividad a los estudios de piano. En Berlín, 1908, continuó sus estudios con el maestro Enrique Barth, comenzando su carrera como concertista en 1912 con actuaciones a lo largo de Europa y América. Huyendo de las vicisitudes de la guerra, se instala en el Montevideo y en 1916 inaugura el conservatorio Kolischer en Montevideo. Para el Conservatorio, que llegó a tener en todo el país alrededor de 400 alumnos, formó un grupo de profesoras que lo asistieron: Alcira Lecueder, María Angélica Piola, Lola García Quintana, Lola Suárez Braga, Renee Bonett y su hija Janina Kolischer.
En 1925, realizó un concierto en el Teatro Solís, ejecutando obras de Eduardo Fabini. En 1949 creó la beca Fryderyk Chopin, un concurso de piano para perfeccionarse en el exterior. Con el fin de obtener los recursos necesarios para la beca, ofreció cuatro conciertos en los que interpretó obras del compositor polaco. En 1951, se realizó el primer concurso que ganó el pianista Luis Batlle Ibáñez. 
Fue uno de los fundadores de la Asociación Coral de Montevideo junto a Carlos Correa Luna en 1917. 
Algunos de sus alumnos fueron Nibya Mariño, Carlos Jorge Lapenne, Héctor Tosar, Jaurés Lamarque Pons, Luis Batlle Ibáñez, Federico García Vigil, Walter Guido, Felisberto Hernández, Lyda Indart, Luis Pasquet, entre muchos otros.
Hasta 1964, año en que se retiró debido a una enfermedad, permaneció al frente del conservatorio.
Tuvo un hijo, Guillermo Kolischer y así mismo él tuvo a su nieta, Micaela Kolischer. 
Falleció en Montevideo el 17 de enero de 1970. Una calle en la ciudad de Montevideo, lo homenajea y recuerda.